# Kleinbreitenbach
Kleinbreitenbach ist ein Ortsteil der Stadt Plaue im Ilm-Kreis (Thüringen) mit etwa 300 Einwohnern.

## Geografie

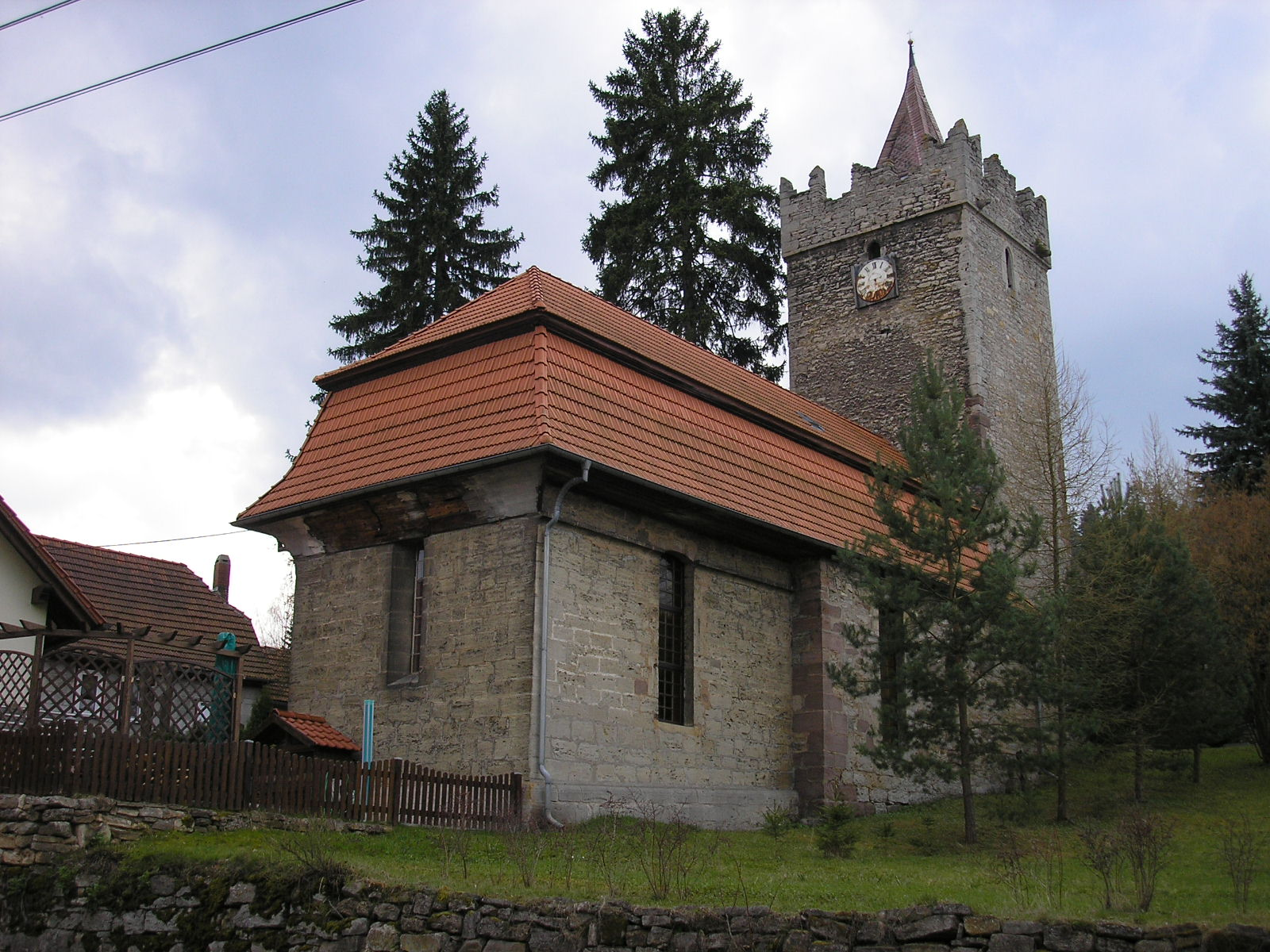
Wehrkirche in Kleinbreitenbach

Das Dorf liegt im Kleinbreitenbacher Kessel, einer Talmulde zwischen dem Geratal im Westen und den Reinsbergen im Osten. Im Kleinbreitenbacher Kessel gibt es eine für Thüringen atypische Flora und Fauna, deren Grundlage die überdurchschnittlich warmen und trockenen Muschelkalkhänge bilden. So kommen hier z. B. auch Pflanzen vor, die sonst in der Umgebung fehlen und am Main oder im Saale-Unstrut-Triasland heimisch sind. Der Kleinbreitenbacher Kessel wird vom etwa drei Kilometer langen Bettelbach durchflossen. Er mündet im etwa 1,5 Kilometer nordwestlich gelegenen Plaue in die Gera. Kleinbreitenbach liegt in etwa 350 Metern Höhe, die Berge der Umgebung sind bis zu 600 Meter hoch. Oberhalb des Ortes gibt es einen Kunstwanderweg.

## Geschichte
Kleinbreitenbach wurde erst 1417 das erste Mal urkundlich erwähnt. Der Ort hieß zunächst nur „Breitenbach“, jedoch führte der Fürst von Schwarzburg-Sondershausen um 1850 den Zusatz Klein- ein, um eine bessere Unterscheidung von der ebenfalls in diesem Fürstentum gelegenen Stadt Breitenbach, später Großbreitenbach zu ermöglichen. Zur Oberherrschaft von Schwarzburg gehörte der Ort von seiner Ersterwähnung bis zum Jahr 1920, als das Land Thüringen gegründet wurde. In diesem wurde es dem neugebildeten Landkreis Arnstadt zugeordnet. Am 1. Juli 1950 wurde das Dorf in die Stadt Plaue eingemeindet. Kleinbreitenbach ist vermutlich älter, als es die Urkunden bezeugen, da die Wehrkirche des Dorfes im 11./12. Jahrhundert errichtet wurde. Die Kirche ist in ihrer Bauweise in der Umgebung einzigartig und dadurch sehenswert.

## Verkehr
Auf Grund seiner Lage in einem zu drei Seiten stark ansteigenden Talkessel gibt es von Kleinbreitenbach aus nur eine befestigte Straßenverbindung – und zwar nach Plaue. Nach Reinsfeld, Schmerfeld und Neusiß führen unbefestigte Feldwege. In Plaue befindet sich auch der nächstgelegene Bahnhof (ca. 900 Meter vom Ortskern Kleinbreitenbachs entfernt) an der Bahnstrecke Neudietendorf–Ritschenhausen, von der dort außerdem die Strecke nach Ilmenau abzweigt.